# Gymnastique rythmique aux Jeux olympiques d'été de 2024
Pour des articles plus généraux, voir Gymnastique rythmique aux Jeux olympiques et Gymnastique aux Jeux olympiques d'été de 2024.
Navigation
Tokyo 2020 Los Angeles 2028
Les épreuves de gymnastique rythmique aux Jeux olympiques d'été de 2024 se tiennent du 8 au 10 août 2024 à l'Arena Porte de la Chapelle à Paris dans le 18e arrondissement, en France. Il s'agit de la onzième apparition de la gymnastique rythmique au programme des Jeux olympiques d'été depuis son intégration en 1984 à Los Angeles.
Comme lors des sept précédentes éditions, la compétition se compose de deux concours, un individuel et un par équipes, et voit s'affronter 70 athlètes, exclusivement féminines.

## Préparation de l'évènement

### Désignation du pays hôte
La commission exécutive du Comité international olympique a sélectionné en décembre 2016 deux villes candidates officielles parmi une liste de cinq villes postulant à la candidature. Les deux villes retenues (Los Angeles et Paris) ont alors entamé la deuxième phase de la procédure.
À l'issue de celle-ci, le 13 septembre 2017 à Lima, au Pérou, après avoir étudié les dossiers de chaque ville, le jury décide, en raison de la qualité des deux candidatures, de désigner Paris comme ville hôte des Jeux olympiques de 2024 et Los Angeles pour ceux de 2028.

### Site des compétitions

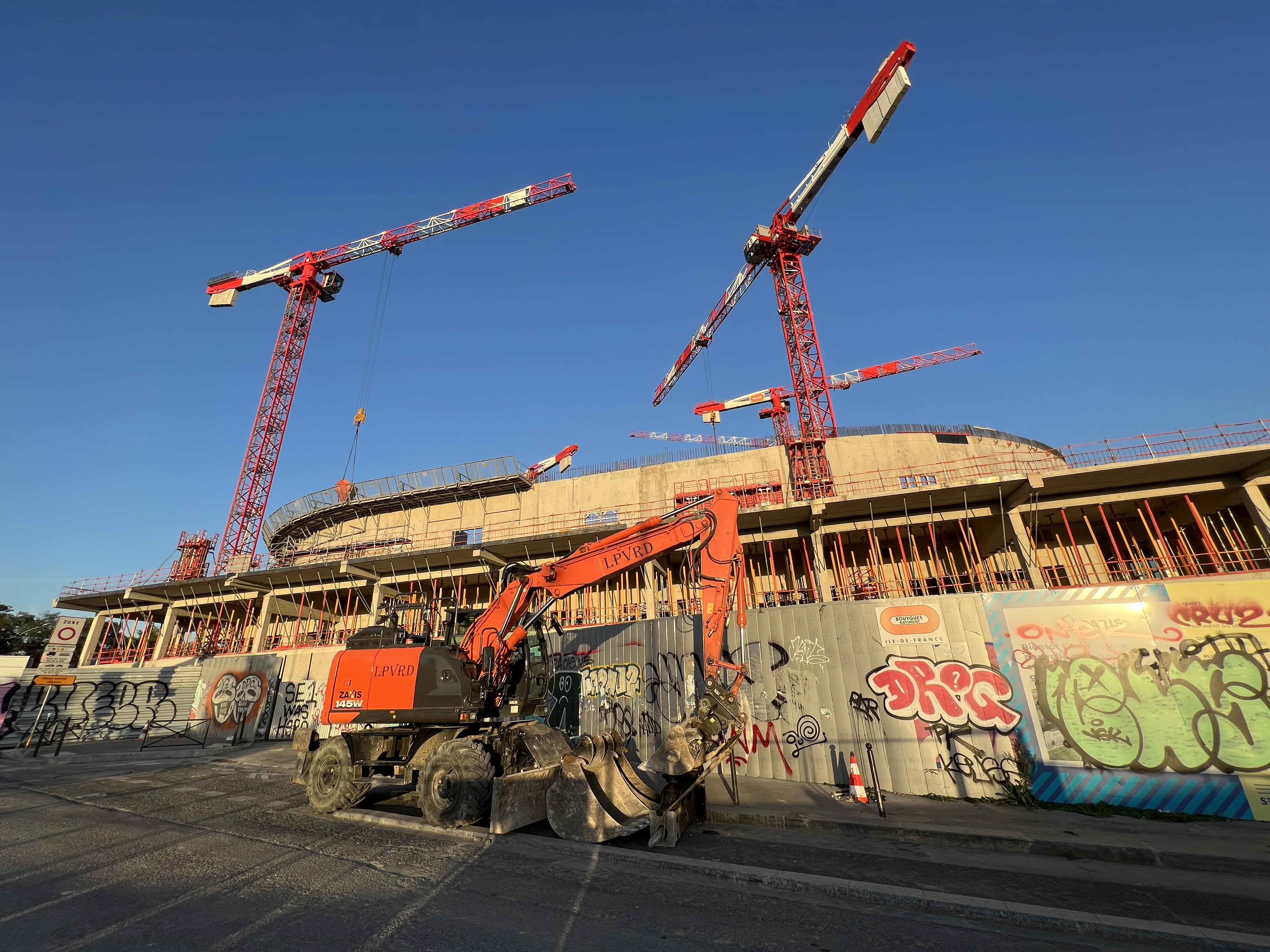
L'Arena Porte de la Chapelle en construction.

Les épreuves de gymnastique rythmique ont lieu à l'arena Porte de la Chapelle, située dans le 18e arrondissement de Paris.
Construit pour les Jeux, ce complexe polyvalent peut accueillir jusqu'à 9 000 spectateurs.
Le site sera également utilisé pour le tournoi olympique de badminton, puis pour le parabadminton et la force athlétique lors des Jeux paralympiques.

## Participation

### Critères de qualification
| Épreuve qualificative         | Date                 | Lieu                       | Nations / Gymnastes qualifiées                                                                                           | Nations / Gymnastes qualifiées     |
| Épreuve qualificative         | Date                 | Lieu                       | Concours général individuel                                                                                              | Concours des ensembles             |
| ----------------------------- | -------------------- | -------------------------- | --- | ---------------------------------- |
| Championnats du monde 2022    | 14-18 septembre 2022 | Sofia Bulgarie             | Italie Allemagne Bulgarie                                                                                                | Bulgarie Israël Espagne            |
| Championnats du monde 2023    | 23-27 août 2023      | Valence Espagne            | Bulgarie Slovénie Espagne Israël Ukraine Ouzbékistan Allemagne Hongrie Azerbaïdjan France Brésil Italie Espagne Roumanie | Chine Italie Ukraine Brésil France |
| Jeux panaméricains de 2023    | 1-5 novembre 2023    | Santiago, Chili            | Evita Griskenas (USA) | Mexique                            |
| Championnats d'Afrique 2024   | 25-26 avril 2024     | Kigali, Rwanda             | Aliaa Saleh (EGY) | Égypte                             |
| Championnats d'Asie 2024      | 2-4 mai 2024         | Tachkent, Ouzbékistan      | Elzhana Taniyeva (KAZ)                                                                                                   | Ouzbékistan                        |
| Championnats d'Europe 2024    | 22-26 mai 2024       | Budapest, Hongrie          | Vera Tugolukova (CYP) | Azerbaïdjan                        |
| Championnats d'Océanie 2024   | 26 mai 2024          | Auckland, Nouvelle-Zélande | Alexandra Kiroi-Bogatyreva (AUS)                                                                                         | Australie                          |
| Réattribution place pays hôte | NC                   | NC                         | Wang Zilu (CHN) | Allemagne                          |
| Invitation                    | NC                   | NC                         | Praewa Philaphandeth (LAO)                                                                                               | NC                                 |

### Participantes
- Allemagne (7)
- Australie (6)
- Azerbaïdjan (6)
- Brésil (6)
- Bulgarie (7)
- Chine (6)
- Chypre (1)
- Égypte (6)
- Espagne (7)
- États-Unis (1)
- France (6)
- Hongrie (1)
- Kazakhstan (1)
- Israël (6)
- Italie (7)
- Laos (1)
- Mexique (5)
- Ouzbékistan (6)
- Roumanie (1)
- Slovénie (1)
- Ukraine (6)

## Programme
| Date            | Horaire | Manche                                                       |
| --------------- | ------- | ------------------------------------------------------------ |
| Jeudi 8 août    | 10 h 00 | Qualifications du concours général individuel (1re rotation) |
| Jeudi 8 août    | 15 h 00 | Qualifications du concours général individuel (2de rotation) |
| Vendredi 9 août | 10 h 00 | Qualifications du concours des ensembles                     |
| Vendredi 9 août | 14 h 30 | Finale du concours général individuel                        |
| Samedi 10 août  | 14 h 00 | Finale du concours des ensembles                             |

## Compétition

### Format des compétitions
En individuel, il y a 4 exercices effectués chacun avec un engin différent : cerceau, ballon, massues et ruban, comme lors de l'édition précédente des Jeux. Par contre, par équipes, les engins changent : à Tokyo, les gymnastes effectuaient une routine avec 5 ballons et une avec 3 cerceaux/2 massues. A Paris, ce sera 5 cerceaux et 3 rubans/2 ballons.
Dans les deux épreuves, les gymnastes disputent des qualifications et une finale pour les meilleures. Elles reçoivent des notes de difficulté, artistique et d'exécution. 

### Concours général individuel

#### Qualifications
Les 10 premières gymnastes sont qualifiées pour la finale (Q), les deux suivantes sont réservistes (R) en cas de désistement d'une gymnaste qualifiée.
| Place | Gymnaste                          |        |        |        |        | Total   | Qualification |
| ----- | --------------------------------- | ------ | ------ | ------ | ------ | ------- | ------------- |
| 1     | Sofia Raffaeli (ITA)              | 35.700 | 34.450 | 35.000 | 33.950 | 139.100 | Q             |
| 2     | Darja Varfolomeev (GER)           | 32.500 | 36.450 | 35.250 | 32.650 | 136.850 | Q             |
| 3     | Boryana Kaleyn (BUL)              | 35.350 | 34.600 | 33.600 | 32.900 | 136.450 | Q             |
| 4     | Taisiia Onofriichuk (UKR)         | 34.250 | 35.250 | 33.750 | 32.500 | 135.750 | Q             |
| 5     | Margarita Kolosov (GER)           | 34.550 | 33.000 | 33.800 | 30.150 | 131.500 | Q             |
| 6     | Ekaterina Vedeneeva (SLO)         | 34.150 | 32.600 | 32.300 | 31.750 | 130.800 | Q             |
| 7     | Daria Atamanov (ISR)              | 33.250 | 32.700 | 32.100 | 32.400 | 130.450 | Q             |
| 8     | Barbara Domingos (BRA)            | 34.750 | 33.100 | 30.200 | 31.700 | 129.750 | Q             |
| 9     | Milena Baldassarri (ITA)          | 33.300 | 32.750 | 30.900 | 32.300 | 129.250 | Q             |
| 10    | Zilu Wang (CHN)                   | 34.200 | 32.000 | 30.650 | 31.250 | 128.100 | Q             |
| 11    | Stiliana Nikolova (BUL)           | 33.900 | 34.700 | 28.050 | 31.050 | 127.700 | R             |
| 12    | Fanni Pigniczki (HUN)             | 32.650 | 32.600 | 30.450 | 31.650 | 127.350 | R             |
| 13    | Elzhana Taniyeva (KAZ)            | 30.850 | 32.000 | 32.300 | 31.450 | 126.600 |               |
| 14    | Takhmina Ikromova (UZB)           | 31.700 | 32.350 | 30.350 | 32.000 | 126.400 |               |
| 15    | Polina Berezina (ESP)             | 29.700 | 32.750 | 32.450 | 30.200 | 125.100 |               |
| 16    | Vera Tugolukova (CYP)             | 31.150 | 31.200 | 30.600 | 28.800 | 121.750 |               |
| 17    | Hélène Karbanov (FRA)             | 30.500 | 32.350 | 28.650 | 29.650 | 121.150 |               |
| 18    | Evita Griskenas (USA)             | 30.500 | 31.200 | 27.550 | 29.250 | 118.500 |               |
| 19    | Zohra Aghamirova (AZE)            | 32.500 | 30.200 | 26.750 | 28.400 | 117.850 |               |
| 20    | Alba Bautista (ESP)               | 31.100 | 28.100 | 30.800 | 27.650 | 117.650 |               |
| 21    | Annaliese Dragan (ROM)            | 27.200 | 30.550 | 31.650 | 25.450 | 114.850 |               |
| 22    | Alexandra Kiroi-Bogatyreva (AUS)  | 30.050 | 28.550 | 26.850 | 28.900 | 114.350 |               |
| 23    | Aliaa Saleh (EGY)                 | 28.700 | 28.150 | 27.850 | 27.000 | 111.700 |               |
| 24    | Praewa Misato Philaphandeth (LAO) | 21.600 | 21.600 | 22.250 | 21.900 | 87.350  |               |

#### Finale
| Place                               | Gymnaste                  |        |        |        |        | Total   |
| ----------------------------------- | ------------------------- | ------ | ------ | ------ | ------ | ------- |
| Médaille d'or, Jeux olympiques      | Darja Varfolomeev (GER)   | 36.300 | 36.500 | 36.350 | 33.700 | 142.850 |
| Médaille d'argent, Jeux olympiques  | Boryana Kaleyn (BUL)      | 35.850 | 36.450 | 34.550 | 33.750 | 140.600 |
| Médaille de bronze, Jeux olympiques | Sofia Raffaeli (ITA)      | 35.250 | 32.900 | 35.900 | 32.250 | 136.300 |
| 4                                   | Margarita Kolosov (GER)   | 34.600 | 34.150 | 33.950 | 32.550 | 135.250 |
| 5                                   | Daria Atamanov (ISR)      | 35.200 | 31.800 | 33.850 | 33.000 | 133.850 |
| 6                                   | Ekaterina Vedeneeva (SLO) | 34.100 | 31.950 | 33.150 | 32.700 | 131.900 |
| 7                                   | Wang Zilu (CHN)           | 35.250 | 32.700 | 34.300 | 29.300 | 131.550 |
| 8                                   | Milena Baldassarri (ITA)  | 32.600 | 33.150 | 32.500 | 31.450 | 129.700 |
| 9                                   | Taisiia Onofriichuk (UKR) | 30.400 | 30.900 | 34.150 | 32.950 | 128.400 |
| 10                                  | Barbara Domingos (BRA)    | 29.600 | 33.200 | 31.200 | 29.100 | 123.100 |

### Concours des ensembles
Les 8 premières équipes sont qualifiées pour la finale (Q).
| Place | Nation                        | 5           | 3 + 2       | Total  | Notes |
| ----- | ----------------------------- | ----------- | ----------- | ------ | ----- |
| 1     | Bulgarie                      | 37.700 (2)  | 32.700 (2)  | 70.400 | Q     |
| 2     | Italie                        | 38.200 (1)  | 31.150 (6)  | 69.350 | Q     |
| 3     | Ukraine                       | 35.450 (6)  | 33.500 (1)  | 68.950 | Q     |
| 4     | France                        | 36.600 (3)  | 32.200 (4)  | 68.800 | Q     |
| 5     | République populaire de Chine | 35.500 (5)  | 32.400 (3)  | 67.900 | Q     |
| 6     | Israël                        | 35.250 (7)  | 31.900 (5)  | 67.150 | Q     |
| 7     | Ouzbékistan                   | 33.550 (10) | 30.450 (7)  | 64.000 | Q     |
| 8     | Azerbaïdjan                   | 33.850 (8)  | 28.150 (9)  | 62.000 | Q     |
| 9     | Brésil                        | 35.950 (4)  | 24.950 (13) | 60.900 | R     |
| 10    | Espagne                       | 30.400 (13) | 30.000 (8)  | 60.400 | R     |
| 11    | Australie                     | 31.400 (11) | 27.050 (11) | 58.450 |       |
| 12    | Mexique                       | 29.700 (14) | 27.800 (10) | 57.500 |       |
| 13    | Allemagne                     | 33.700 (9)  | 23.650 (14) | 57.350 |       |
| 14    | Égypte                        | 30.850 (12) | 25.050 (12) | 55.900 |       |

| Place                               | Nation                        | 5          | 3 + 2      | Total  |
| ----------------------------------- | ----------------------------- | ---------- | ---------- | ------ |
| Médaille d'or, Jeux olympiques      | République populaire de Chine | 36.950 (1) | 32.850 (3) | 69.800 |
| Médaille d'argent, Jeux olympiques  | Israël                        | 35.600 (5) | 33.250 (2) | 68.850 |
| Médaille de bronze, Jeux olympiques | Italie                        | 36.100 (3) | 32.000 (4) | 68.100 |
| 4                                   | Bulgarie                      | 34.100 (7) | 33.700 (1) | 67.800 |
| 5                                   | Azerbaïdjan                   | 34.850 (6) | 31.600 (5) | 66.450 |
| 6                                   | France                        | 35.750 (4) | 30.250 (7) | 66.000 |
| 7                                   | Ukraine                       | 36.550 (2) | 29.150 (8) | 65.700 |
| 8                                   | Ouzbékistan                   | 34.050 (8) | 30.450 (6) | 64.500 |

## Résultats

### Podiums
| Épreuves                    | Or                                                                                         | Argent                                                                       | Bronze                                                                                 |
| --------------------------- | ------------------------------------------------------------------------------------------ | ---------------------------------------------------------------------------- | -------------------------------------------------------------------------------------- |
| Concours général individuel | Darja Varfolomeev (GER)                                                                    | Boryana Kaleyn (BUL)                                                         | Sofia Raffaeli (ITA)                                                                   |
| Concours des ensembles      | République populaire de Chine Ding Xinyi Guo Qiqi Hao Ting Huang Zhangjiayang Wang Lanjing | Israël Shani Bakanov Adar Friedmann Romi Paritzki Ofir Shaham Diana Svertsov | Italie Martina Centofanti Agnese Duranti Alessia Maurelli Daniela Mogurean Laura Paris |

### Tableau des médailles
| Rang  | Nation    | Or | Argent | Bronze | Total |
| ----- | --------- | -- | ------ | ------ | ----- |
|       | Italie    | 0  | 0      | 2      | 2     |
|       | Allemagne | 1  | 0      | 0      | 1     |
|       | Chine     | 1  | 0      | 0      | 1     |
|       | Bulgarie  | 0  | 1      | 0      | 1     |
|       | Israël    | 0  | 1      | 0      | 1     |
| Total | Total     | 2  | 2      | 2      | 6     |